# HLD 52
De HLD 52 is een reeks van diesellocomotieven van de NMBS.
De reeks 52 heeft ruim 40 jaar dienstgedaan bij de NMBS, een goed resultaat gezien men hoopte ze minstens 30 jaar te kunnen gebruiken.

## De reeks- 202, 203 en 204 (latere reeksen HLD 52, HLD 53 en HLD 54)
In 1954 bestelde de NMBS 40 locomotieven bij Anglo-Franco-Belge, waarvan
22 reeks 202 (202.001 - 202.022 / latere reeks 52) met stoomverwarmingsketel voor het reizigersvervoer en
18 reeks 203 (203.001 - 203.018 / latere reeks 53) zonder stoomverwarmingsketel voor het goederenvervoer.
Ze werden gebouwd onder licentie van GM-EMD.
Doch nog tijdens de constructie van de reeks 202 werden de 202.019 - 202.022 overgekocht van de NMBS door de CFL en genummerd als 1601 - 1604.
- 202.019 - 1601
- 202.020 - 1602
- 202.021 - 1603
- 202.022 - 1604

De 202.014 werd om ongekende redenen eveneens niet geleverd als reeks 202 maar als de 203.019.
Op het ogenblik was ook nood ook aan snellere diesellocomotieven om vanaf 1957 diensten uit te voeren voor TEE (Trans Europ Express) tussen Keulen en Parijs aan 140 km/u. Daarom werden er 4 snellere exemplaren bijbesteld en gebouwd, de 204.001 - 204.004. Omdat deze 4 machines onvoldoende waren, werden de 4 laatst geleverde machines, 202.015 tot en met de 202.018, minder dan 2 jaar na hun levering in 1955, begin 1957 in Schaarbeek snel omgebouwd en vernummerd naar 204.005 - 204-008.
Dit alles houdt in dat in 1957 enkel 13 locomotieven reeks 202 (202.001 - 202.013) in het effectief opgenomen waren in plaats van de voorziene 22.

## Museum
Locomotief 5204 behield de oorspronkelijke neus en werd in 1993 als museumlocomotief opgenomen door de TSP. Later werd door deze vereniging besloten om een Luxemburgse variant aan te schaffen en om te bouwen tot Belgische locomotief. Dit omdat de 5204 een grote restauratie vergde. Uiteindelijk zou de 5204 in 2005 verkocht worden aan een particulier.
Locomotief 5205 (vlottende cabine) is ook door TSP bewaard en rijdt sinds 2015 op de Bocqspoorlijn.
De 5201 werd in 2022 gespot in Budapest. Deze wordt gebruikt voor wisselstukken.